# Chaetopletha centralis
Chaetopletha centralis är en tvåvingeart som först beskrevs av Malloch 1938.  Chaetopletha centralis ingår i släktet Chaetopletha och familjen parasitflugor. Inga underarter finns listade i Catalogue of Life.